# Відуарій
Відуарій (д/н — після 359) — король квадів.

## Життєпис
Про цього правителя відомо лише з праці Амміана Марцелліна. Ймовірно, здобув владу після 322 року, коли квади зазнали нищівної поразки від імператора Костянтина I. На 358 рік вже мав похилий вік, оскільки особисто вже не очолював війська, доручивши це синові Вітродору, призначивши того на чолі придунайських квадів. Також відомо, що Відуарій надав братові (або сину) Арахарію владу над загірськими квадами.
У 352 році, скориставшись повстання Магненція та наступною війною проти нього імператора Констанція II на чолі квадів і сарматів Відуарій з сином та Арахарій сплюндрували провінції Паннонію Першу і Паннонію Другу, Іллірик. Лише у 358 році після перемог на алеманами на заходів імператор виступив проти квадів. війська на чолі Вітродора зазнали поразки у 359 році. Внаслідок цього квади визнали зверхність Римської імперії. Також квади втратили владу над сарматами.
Подальша доля Відуарія невідома. Припускають, що йому спадкував Вітродор, або той загинув і королем квадів став родич Габіній. За іншою гіпотезою, Габіній є римським прізвищем Вітродора, що набув римського громадянства.